# Kościół Najświętszego Serca Pana Jezusa w Krakowie (ul. Ludźmierska)
Kościół Najświętszego Serca Pana Jezusa – rzymskokatolicki kościół parafialny znajdujący się w Krakowie, w dzielnicy XVIII Nowa Huta na os. Teatralnym przy ul. Ludźmierskiej 2, w Nowej Hucie.
Niewielki kościół projektu Krzysztofa Ingardena i Przemysława Gawora zbudowano w miejscu, gdzie miała powstać pierwsza nowa nowohucka świątynia, bo taką przewidziano w planach budowy Nowej Huty.
W dniu 17 marca 1952 roku arcybiskup Eugeniusz Baziak, w parafii bieńczyckiej, poświęcił krzyż (zwany potem Nowohuckim), który następnie w uroczystej procesji przeniesiono i postawiono na miejscu budowy kościoła. Ówczesne władze zaostrzyły jednak politykę wobec Kościoła i cofnięto zezwolenie na budowę. Komuniści zamiast kościoła postanowili wybudować szkołę „tysiąclatkę” (dzisiejsza Szkoła Podstawowa nr 87 w Zespole Szkół  Ogólnokształcących Sportowych nr 2). Krzyż chciano usunąć ale mieszkańcy Nowej Huty stanęli w jego obronie i w dniu 27 kwietnia 1960 r. i kilku następnych doszło do starć z milicją. Krzyż pozostał na swoim miejscu, wybudowano szkołę, a kościół zaczęto budować dopiero w 1996 roku. Poświęcił go, w dniu 22 czerwca 2001, ks. kard. Franciszek Macharski.
Przed kościołem, na pamiątkę tamtych wydarzeń, postawiono w 2007 roku, Pomnik Krzyża Nowohuckiego.

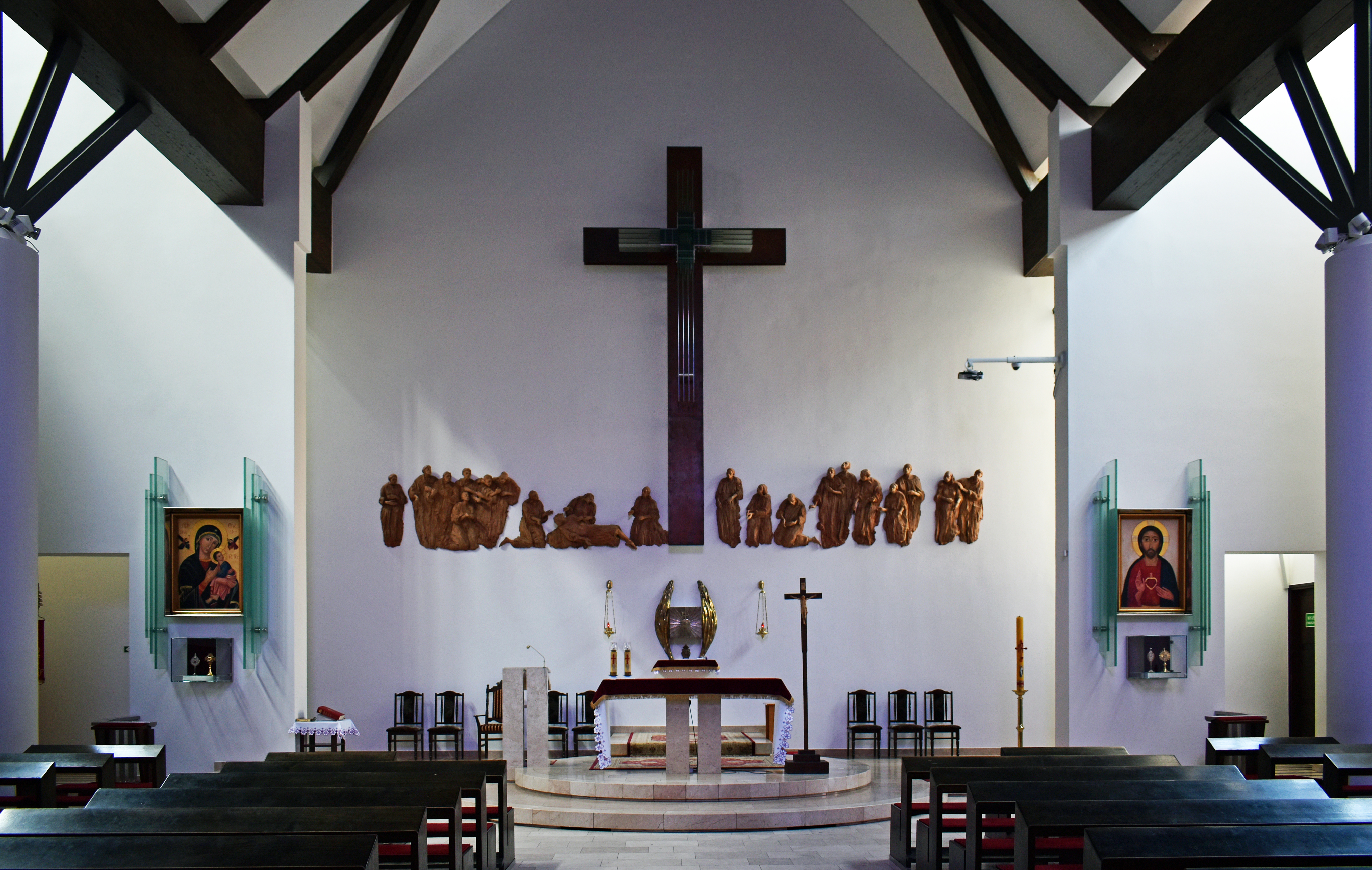
Wnętrze kościoła